# Vijenac
«Vijenac» (с хорв. — «Венок») — двухнедельный журнал литературно-художественного и научного направления, издаваемый «Matica hrvatska» с 1869 года. Центральный журнал хорватской литературы и культуры XIX века.
Восстановлен в декабре 1993 как журнал, освещающий все текущие события, связанные с изданием литературы, изобразительным искусством и местной театральной жизнью.

## История
Издание положило начало в 1869 году «Matica ilirska» под названием «Vienac» с подзаголовком «zabavi i pouci» (развлечения и просвещение). Первым редактором журнала был Джуро Дежелич. Уже в первом выпуске журнала свои произведения обнародовал Август Шеноа. Журнал публиковал разные литературные произведения (лирика, новеллы, романы, романы с продолжением, пьесы, эссе, путевой очерки, юмор, мемуары и т.д.). Большинство того хорватского литературного наследия сосредотачивалось в этом издании: все выдающиеся представители хорватского реализма и натурализма, а также предтечи модернизма печатали в нём свои произведения. Раздел «Листак» (брошюра) содержал фельетоны, литературные анонсы, статьи, рецензии и заметки о текущих литературных и культурных событиях. В более поздних выпусках журнал также публиковал образцы изобразительного искусства (иллюстрации, картины, портреты) с элегантным оформлением полей страниц.
Золотой век для журнала наступил, когда 13 декабря 1874 его редакцию возглавил сам Август Шеноа. За время его редакторства с журналом сотрудничали почти все хорватские писатели, независимо от их политических или идеологических убеждений. После смерти Шеноа было очень тяжело найти ему замену. Редакторами после него были Фран Фолнегович, Векослав Клаич, Иосиф Пасарич, Бартол Инхоф, Йован Хранилович, Джуро Арнолд, Степан Босанац и Милан Шеноа. Последними редакторами были Ксавер Шандор Гяльский и Милливой Дежман-Иванов. Они издали 24 выпуска. Журнал был очень эффектным: кроме литературных и эссеистических текстов, он насчитывал 168 картин, 17 портретов и 78 иллюстраций. «Матица» вложила в журнал 8000 крон, но полученный результат не оправдал себя, и в 1903 году «Vienac» перестал выходить.
Редколлегия тогдашнего журнала «Обзор» запустила журнал как ежемесячное иллюстрированное приложение, выходившее под редакцией Владимира Луначека. С ним сотрудничали многочисленные писатели: Драгутин Домьянич, Фран Галович, Йосип Косор и Антун Густав Матош. Издание журнала возобновили в третий раз в 1923 г. как еженедельник (1923—1928), вокруг которого сплотились все известные хорватские писатели межвоенного времени: от Николы Шопа и Августа Цесареца до Славы Батушича и Владимира Назора.
К концу Второй мировой войны в 1944 году «Vijenac» был восстановлен в четвёртый раз и выходил как месячник, выпускавший Хорватский издательский библиографический институт (HIBZ). Главным редактором был Юлия Бенешич, которому удалось сплотить вокруг журнала немало писателей, ориентированных на гражданское общество, таких как: Тин Уевич, Добриша Цесарич, Густав Крклец — тех, которые издавали в этом институте книги. Вышло десять выпусков в шести томах. В конце войны с прекращением работы института перестал выходить и «Vijenac».
С обретением хорватской независимости «Matica hrvatska» в 1993 году возобновила выпуск легендарного журнала как двухнедельника по теме культуры. Редактором первых 39 номеров журнала был Слободан Просперов Новак. С 40-го по 100-го номера редактором журнала Борис Маруна, а со 101-го до 127-го — Андреа Златар, которая в 1999 году с частью своей редакции основала новый журнал «Зарез», отчасти из-за консервативной редакционной политики «Vijenac», а частично из-за необходимости показать иной, более открытый взгляд на культуру. После неё редактором издания был Младен Кузманович до его смерти в 2001 году. После него «Vijenac» до 2008 года редактировал Ивица Матичевич, при руководстве которого журнал обогащался новыми колонками, расширялась зарубежная корреспондентская сеть, была начата библиотечная серия «Vijenac», составлена его библиография1993—2000. Сегодняшний журнал регулярно представляет обзор событий на культурно-художественной сцене. Более поздними редакторами были Мате Марас и Андрия Тунич. Следующим главным редактором, самым длинным в этой должности, был Лука Шепут, нынешний заместитель председателя «Матицы хорватской». Он возглавлял редакцию журнала до мая 2017 года, когда вступил в должность главного редактора издательства «Матица». Его преемником стал его тогдашний заместитель Горан Галич.